# تشارلز داونينج
تشارلز داونينج (بالإنجليزية: Charles Downing)‏ هو حدائقي أمريكي، ولد في 9 يوليو 1802 في نيوبورغ في الولايات المتحدة، وتوفي في 18 يناير 1885.